# Armando Haddad
Armando Haddad Giorgi (Ciudad de México, 29 de julio de 1970). Es un empresario mexicano, responsable y activista. Del 2009 a la fecha es Presidente del Consejo de Hombres de Negocios de Morelos, también es fundador y Presidente de la Asociación Civil Morelos Único y Morelos Seguro Contigo desde 2013 y 2014 respectivamente.

## Biografía
Armando Haddad nació en la Ciudad de México el 29 de julio de 1970. Después de haberse graduado con mención honorífica de la Licenciatura en Sistemas Computarizados e Informática en la Universidad Iberoamericana Ciudad de México, se mudó a la ciudad de Cuernavaca en el año de 1992. En esta fecha comenzó a trabajar de manera formal, involucrándose en los negocios familiares.
Es hijo de Victor Emilio Haddad Haddad y Lorenza Giorgi Manno. Se encuentra casado desde hace 20 años y es padre de dos hijos.

## Carrera profesional
Tiene experiencia en empresas de distintas industrias, comenzando por las textiles, con la empresa Hilazas Mercerizadas, en donde fue Gerente de Producción. Posteriormente laboró como Gerente General en las Industrias Textiles San Andrés, hasta que decidió emprender un proyecto propio.
Fue entonces que se asoció para fundar la empresa Tecnoprocess, que en su primera etapa, estuvo dedicada al ramo de la industria química, produciendo fungicidas y bactericidas para empresas agrónomas y de alimentos; en la segunda etapa, la producción estaba destinada a productos de belleza y de limpieza para el hogar. En este punto, su visión de negocios fue madurando y convirtió la compañía en una empresa recicladora de plásticos.
También debutó en la industria metalúrgica con la empresa Goanni, dedicada a la fabricación de piezas de arte novedosas y diferentes a través de hierro forjado.
Durante más de 20 años adquirió experiencia en la industria agrícola, como socio de las Empresas Pinícola, sembrando piñas en el estado de Veracruz, donde aprendió a sembrar y a trabajar con la tierra, hasta abrirse paso directamente en el mercado estadounidense, sin intermediarios. Actualmente participa sólo como comerciante de dicha empresa.
En el 2011 tomó control de una empresa que se dedica al llenado de garrafones, con agua purificada.
Desde 2012 a la fecha, desempeña también el cargo de administrador de un parque industrial en el Estado de Morelos.
Actualmente llevó a México la patente española de un dispositivo que ayuda a bajar en un 50% la emisión de gases contaminantes al medio ambiente de combustión interna.

## Proyectos Sociales
Su participación filantrópica inició en el 2009 como Presidente del Consejo de Hombres de Negocios del Estado de Morelos. Un consejo de empresarios cuyo objetivo es, entre otros, procurar la economía del Estado a través de la correcta y ética práctica empresarial.
Desde 2013 es el Presidente de la Asociación Civil Morelos Único. Cuyo objetivo es el crear un sentimiento de pertenencia dando a conocer las maravillas naturales y las oportunidades que el Estado ofrece a los morelenses.
A partir del 2014 inició como fundador y presidente de la Asociación Civil Morelos Seguro Contigo, cuya principal función es la de dignificar la labor del policía.
En el 2016 se creó la Asociación Civil Morelos Florece, de la cual también es fundador y presidente. Esta Asociación busca dar a conocer, fuera de las fronteras del Estado y del país, la cultura, gastronomía, bellezas naturales, historia, el arte y su gente.
Desde 2017 también es Presidente del Consejo de banco Banorte Región Morelos - Guerrero, y participa activamente en diferentes proyectos, como:
- Consejo Estatal de Seguridad Pública (consejero)
- Fideicomiso Ejecutivo del Fondo de Competitividad y Promoción del Empleo / FIDECOMP (representante empresarial)

Programa de Ordenamiento Ecológico y Territorial del Municipio de Cuernavaca / POET (miembro del comité ejecutivo)